# Miroslaw Kostadinow

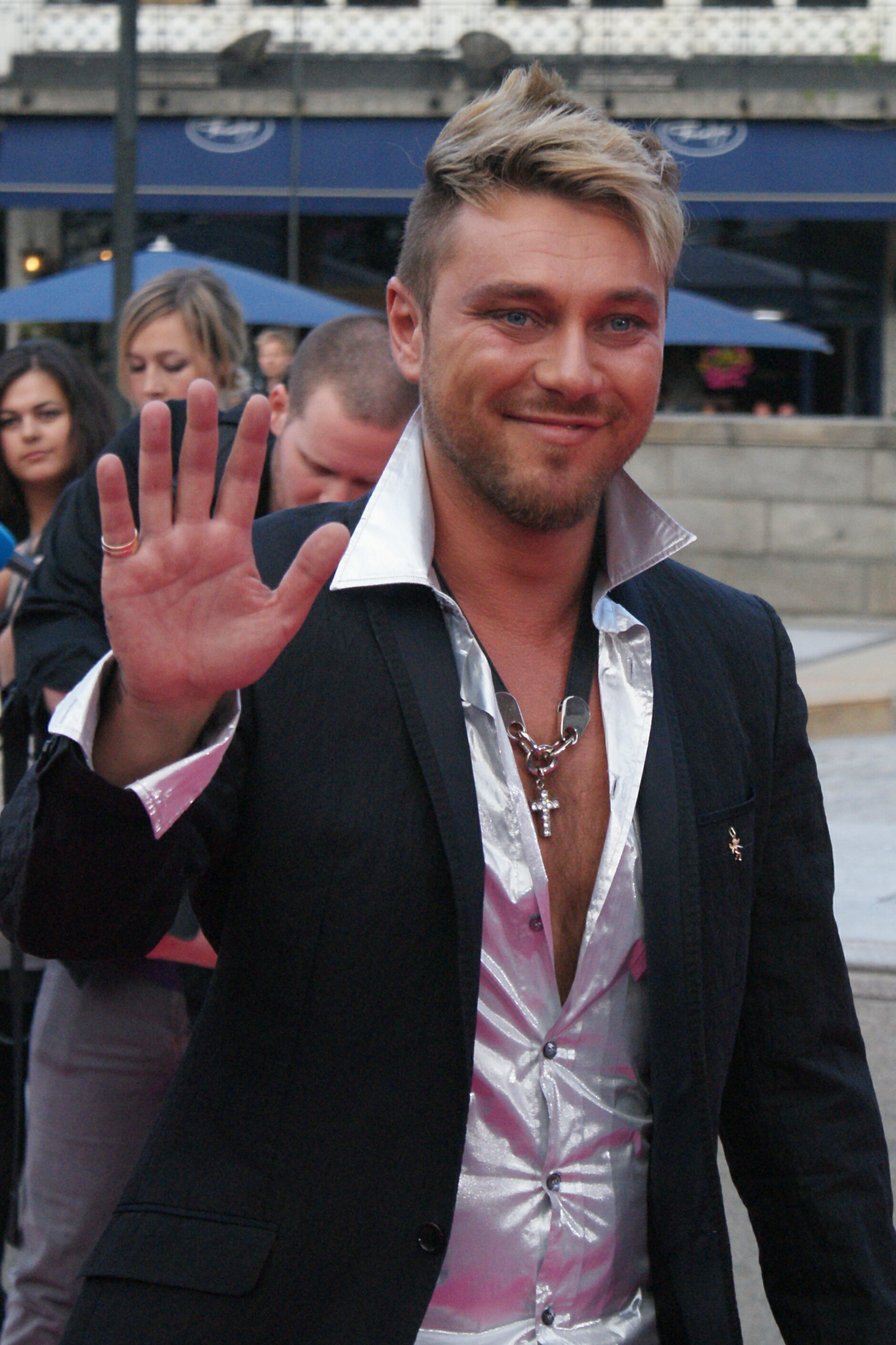
Miroslaw Kostadinow in Oslo (2010)

Miroslaw Kostadinow (bulgarisch Мирослав Костадинов, * 10. März 1976 in Dobritsch), besser bekannt als Miro (Миро), ist ein bulgarischer Sänger und Komponist, der 2007 seine Solo-Karriere startete, nachdem er zuvor Mitglied des bekannten und beliebten Pop-Duos KariZma war. Er vertrat sein Heimatland beim Eurovision Song Contest 2010 in Oslo. Sein Lied war das von ihm selbst geschriebene Angel si ti (Ангел си ти; deutsch: „Du bist ein Engel“), mit dem er im zweiten Halbfinale des Wettbewerbs antrat, das Finale aber nicht erreichte.

## Diskografie

### Alben
- 2008: Omirotworen (Омиротворен)

### Singles
- 2008: Radio On (mit Mike Johnson)
- 2008: Awgust e Septemwri
- 2008: Gubja kontrol kogato
- 2008: Njakoga predi
- 2009: Avgust E Septemvri
- 2010: Angel Si Ti
- 2014: Vsichko, koeto iskam (mit Nevena)